# Erythronium revolutum
Erythronium revolutum är en liljeväxtart som beskrevs av James Edward Smith. Erythronium revolutum ingår i Hundtandsliljesläktet och i familjen liljeväxter. Inga underarter finns listade.

## Bildgalleri

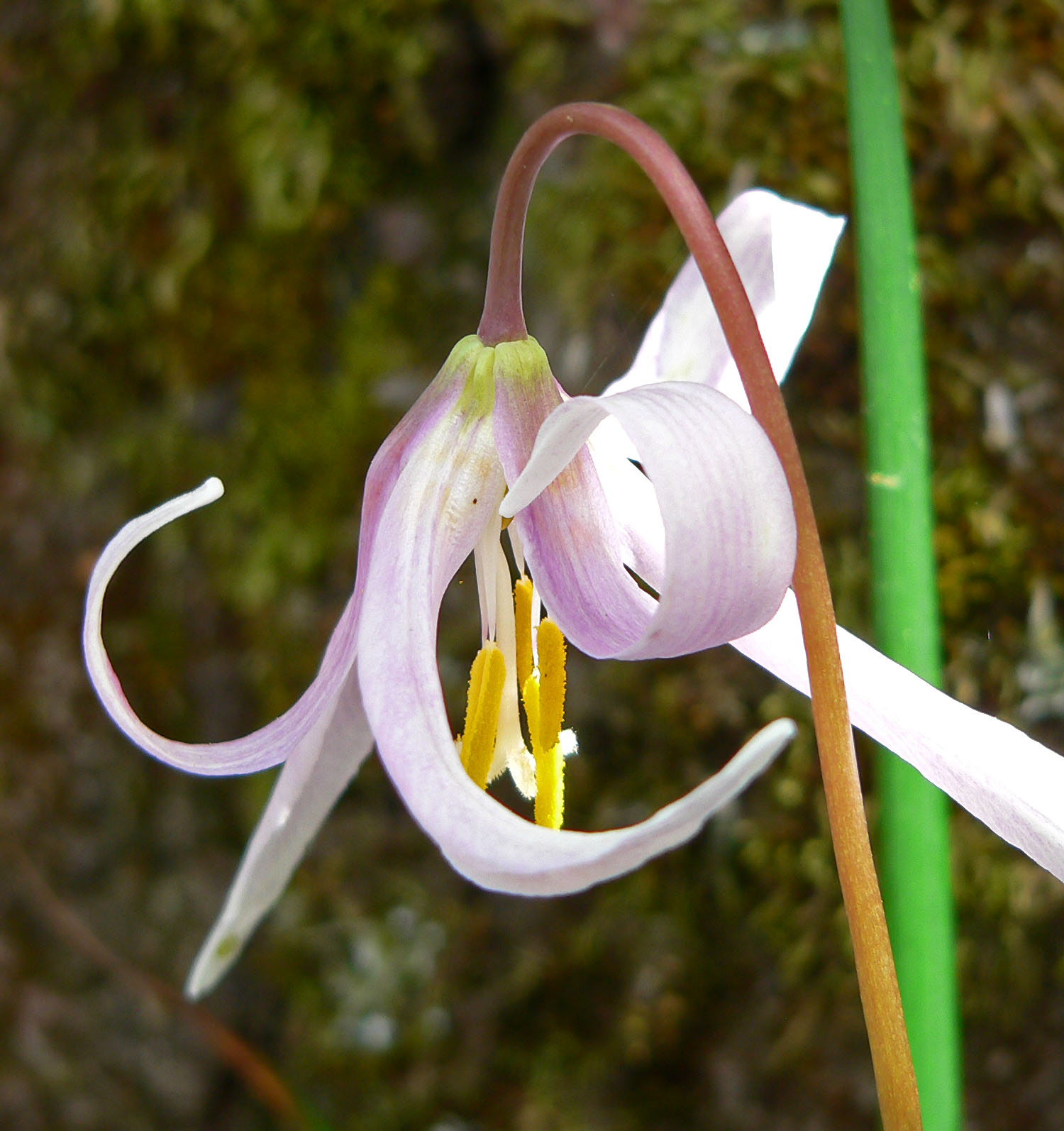
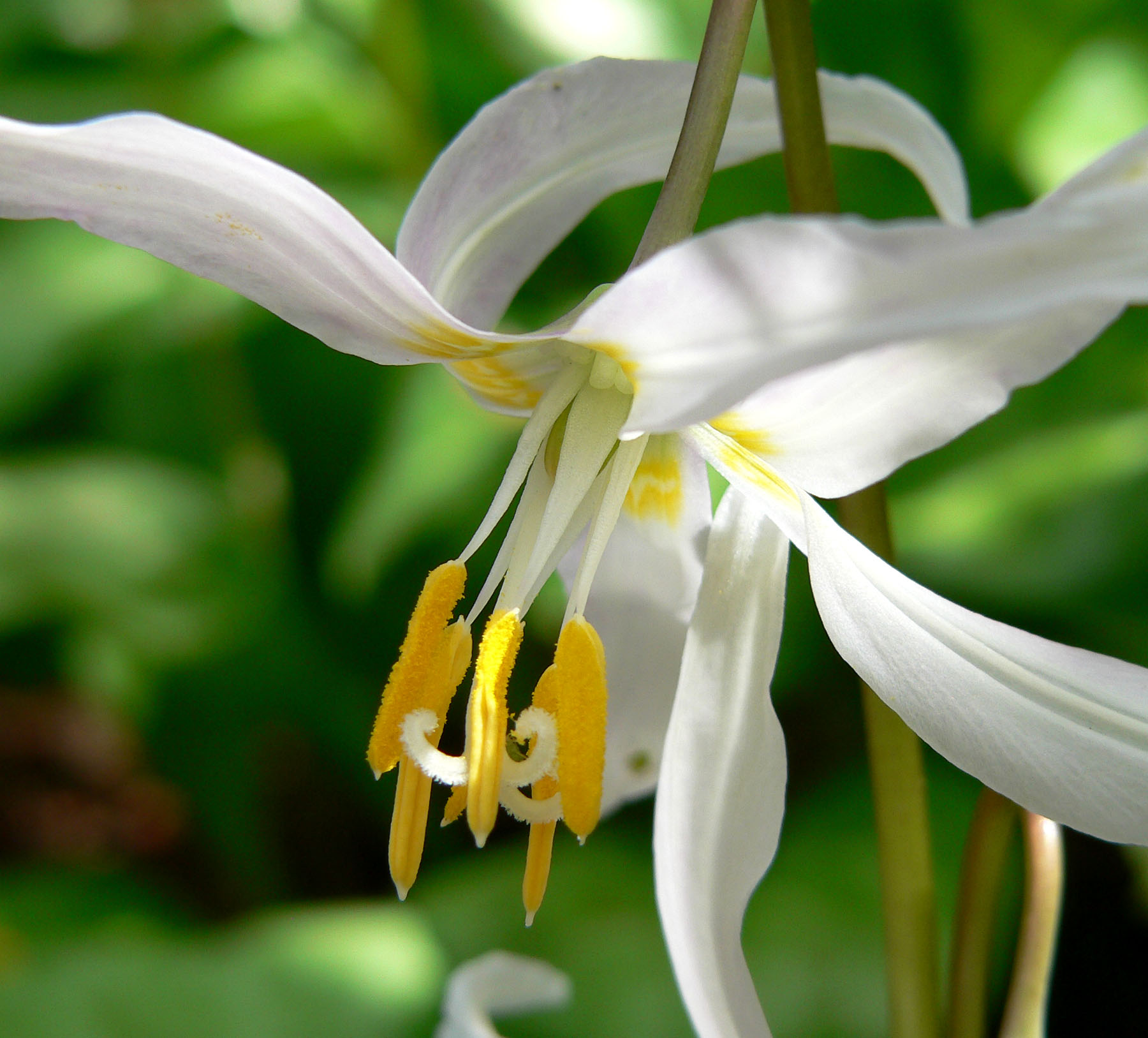
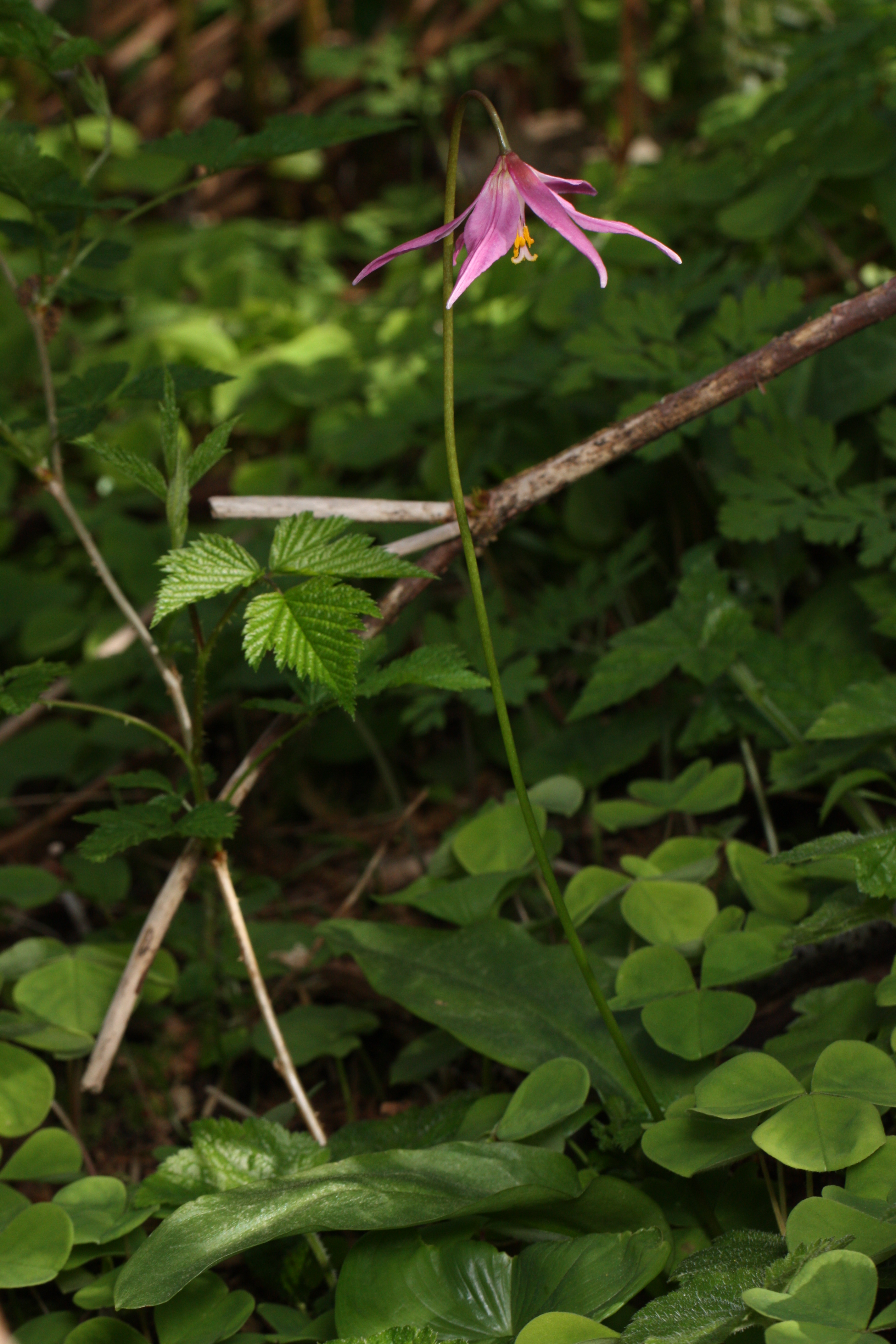
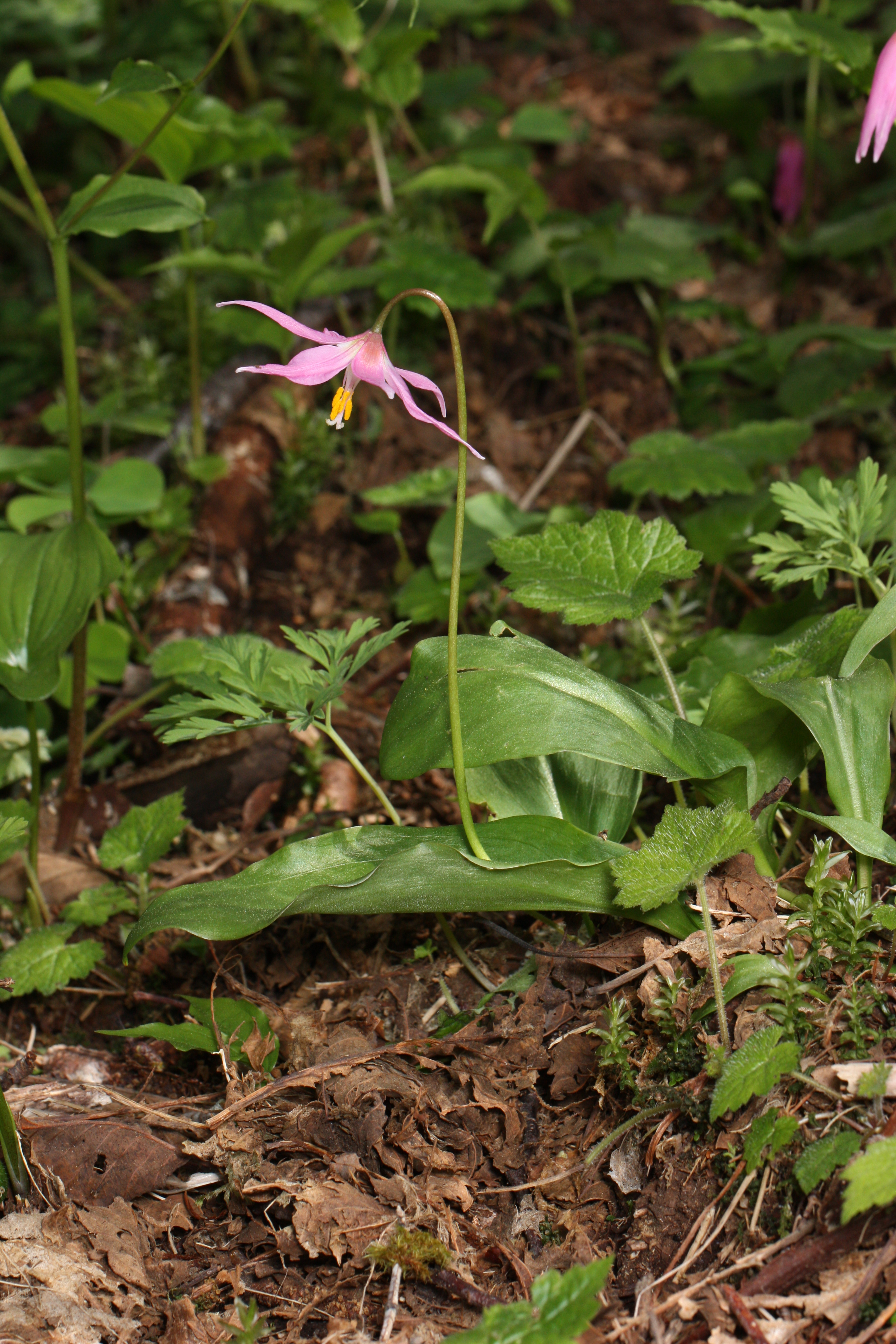
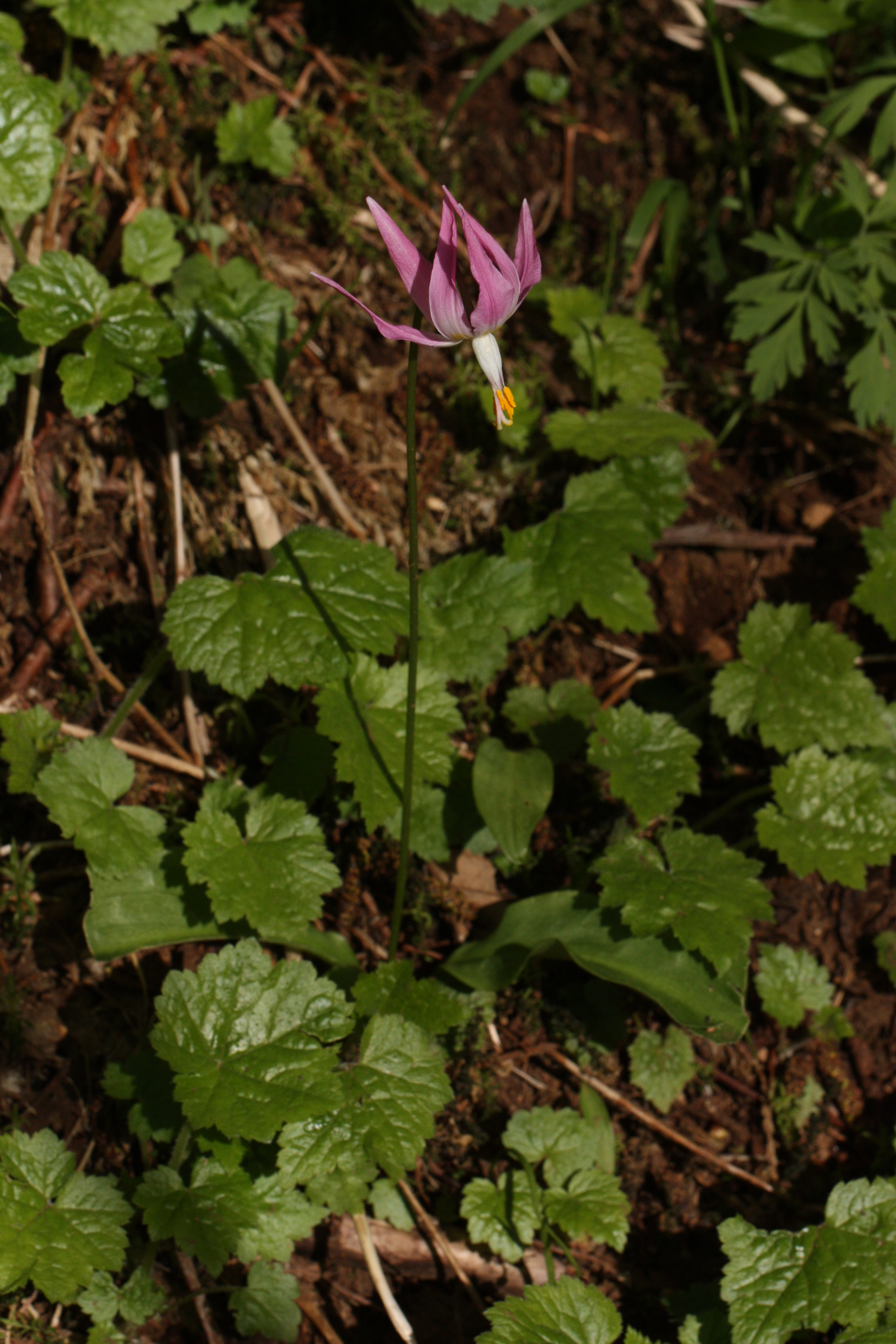
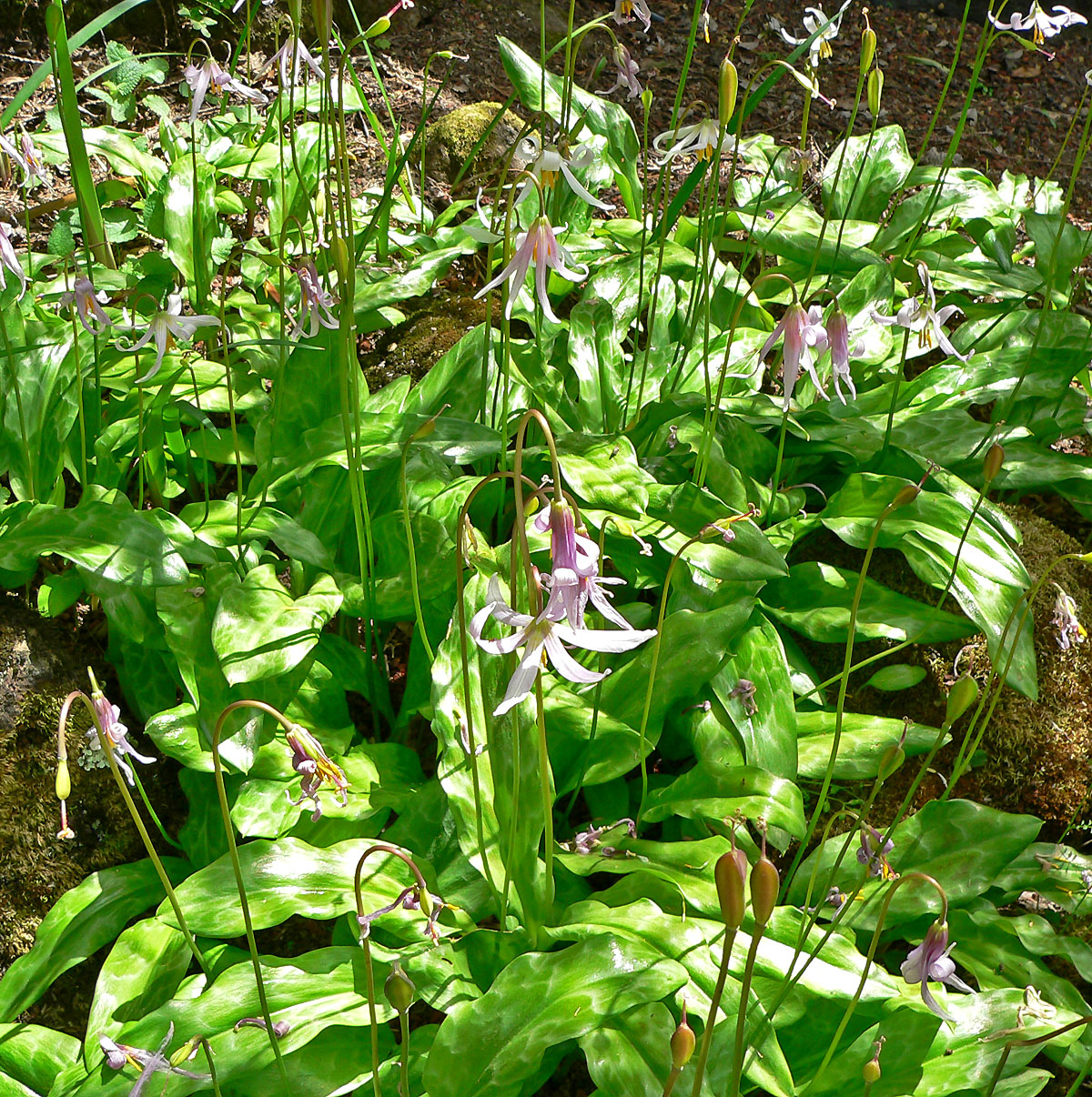